# Katharine Parsons
Pour les articles homonymes, voir Parsons.
Katharine Parsons, née Bethell en 1859 à Rise Park et morte le 16 octobre 1933 à Kirkwhelpington, est une ingénieure anglaise.
Elle est la cofondatrice, avec sa fille Rachel Mary Parsons, et la deuxième présidente de la Women's Engineering Society.

## Biographie
Elle est la fille de William Froggatt Bethell et est née à Rise Park, dans l'East Riding of Yorkshire, en 1859.
Elle rencontre Charles Parsons à Leeds en 1882, alors qu'il y travaille comme ingénieur. Ils se marient en janvier 1883 et auront deux enfants, Algernon George et Rachel Mary. Au début de leur mariage, Katharine accompagne régulièrement Charles lors des essais sur lacs à 7 heures du matin de ses prototypes de torpilles à Roundhay Park (en), à Leeds.
Pendant près d'un demi-siècle de mariage, elle a presque toujours travaillé en étroite collaboration avec lui sur des projets d'ingénierie - à la fois à la maison et dans les ateliers d'ingénierie commerciale - en particulier pendant la période où la turbine à vapeur Parsons est développée.

### Première Guerre mondiale
En 1916, Katharine Parsons travaille avec la suffragette et militante des droits des femmes Norah Balls (en) pour créer les Girls Guides dans le Northumberland,.
Réputée pour sa force de caractère et son sens exceptionnel de l'organisation, Lady Parsons est étroitement impliquée, pendant la Première Guerre mondiale, dans la gestion de la main-d'œuvre féminine des usines d'armement reconverties du Tyneside. C'est pour ce travail qu'elle est nommée première membre honoraire de la North-East Coast Institution of Engineers and Ship-builders en 1919.
Ayant constaté le déploiement très efficace des femmes dans les travaux d'ingénierie pendant la Grande Guerre, Lady Parsons critique vivement le retrait de nombreuses femmes de ces travaux en vertu des termes de la loi de 1919 sur la restauration des pratiques d'avant-guerre, qui a rétabli de nombreux combattants masculins de retour dans leurs responsabilités d'avant-guerre.
Dans un discours largement médiatisé du 9 juillet 1919 intitulé « Le travail des femmes et la construction navale pendant la guerre », elle déplore la façon dont les femmes ont été obligées de produire les « instruments de guerre et de destruction » mais se voient ensuite refuser « le privilège de fabriquer les munitions de la paix ».

### La Women's Engineering Society
Trois semaines plus tôt, elle a lancé la Women's Engineering Society (WES) en collaboration avec sa fille Rachel et cinq autres femmes influentes, Eleanor Shelley-Rolls, Janetta Mary Ornsby, Margaret Dorothea Rowbotham, Margaret, Lady Moir et Laura Annie Willson afin de protéger la position des femmes dans le domaine et de leur permettre de communiquer et surtout de partager des opportunités de formation et d'emploi.
C'est Lady Parsons qui nomme Caroline Haslett première secrétaire de la WES en février 1919. Les fréquents défis financiers découlant des difficultés de la WES l'incitent à faire des dons substantiels pour maintenir la jeune société à flot.
Lady Parsons est également cofondatrice d'Atalanta Ltd (en), une société créée spécifiquement pour fournir des emplois aux femmes dans le secteur de l'ingénierie. Après une période de présidence de Rachel Parsons, Katharine Parsons est présidente de la WES de 1922 à 1925. Ses discours annuels durant cette présidence sont décrits par un contemporain comme « magistraux dans leur portée et approfondis dans les détails ». Cette dernière année, cependant, elle rompt ses relations avec la WES après un désaccord avec Caroline Haslett sur l'orientation future de la Société.

### Dernières années
Lady Parsons sert comme magistrat à partir de 1921 et, pour ses réalisations publiques, est admise à la Worshipful Company of Shipwrights (en) et plus tard à la Liberté de la cité de Londres. Néanmoins, elle trouve également du temps pour poursuivre ses passe-temps d'équitation, de conduite longue distance et de divertissement d'invités à la maison familiale de Ray Demesthene à Kirkwhelpington.
Après le décès de Charles Parsons en 1931, Katharine Parsons est une source majeure pour la biographie de Rollo Appleyard sur son défunt mari. Elle meurt en 1933 après une longue bataille contre le cancer.